# Łacha (rzeka)
Łacha – prawy dopływ Zagożdżonki, wypływa z okolic Sieciechowa i łączy się z Zagożdżonką pod Cudowem, 2 km na północ od Kozienic. Dawniej nazywana była również Brzeźnicą. Jest to dawne starorzecze Wisły, do którego uchodzi wiele małych rzeczek (m.in. Krypianka), będących dawnymi dopływami Wisły. Posiada niewielki spadek i jest silnie zarośnięta. Spotyka się nad nią wiele rzadkich ptaków wodnych m.in. dziwonie, podróżniczki i remizy. Woda w rzece jest stosunkowo czysta, co czyni z niej raj dla wędkarzy.